# Klimontów (gromada w powiecie będzińskim)
Klimontów – dawna gromada, czyli najmniejsza jednostka podziału terytorialnego Polskiej Rzeczypospolitej Ludowej w latach 1954–1972.
Gromady, z gromadzkimi radami narodowymi (GRN) jako organami władzy najniższego stopnia na wsi, funkcjonowały od reformy reorganizującej administrację wiejską przeprowadzonej jesienią 1954 do momentu ich zniesienia z dniem 1 stycznia 1973, tym samym wypierając organizację gminną w latach 1954–1972.
Gromadę Klimontów z siedzibą GRN w Klimontowie (wówczas wsi; obecnie w granicach Sosnowca) utworzono – jako jedną z 8759 gromad na obszarze Polski – w powiecie będzińskim w woj. stalinogrodzkim, na mocy uchwały nr 14/54 WRN w Stalinogrodzie z dnia 5 października 1954. W skład jednostki wszedł obszar dotychczasowej gromady Klimontów (z wyłączeniem obszaru o powierzchni 18,40, stanowiącego ulicę Juliuszowską, ulicę 1-go Maja i przystanek kolejowy P.K.P. Porąbka, włączonego do nowo utworzonej gromady Porąbka) ze zniesionej gminy Zagórze w tymże powiecie.
13 listopada 1954, po pięciu tygodniach, gromadę Klimontów zniesiono w związku z nadaniem jej statusu osiedla, dla którego ustalono 27 członków osiedlowej rady narodowej (1 stycznia 1967 osiedlu Klimontów nadano status miasta, a 27 maja 1975 Klimontów stał się częścią Sosnowca).